# معبد رام
معبد رام هو معبد هندوسي قيد الإنشاء يقع في أيوديا بولاية أتر برديش،الهند في موقع رام جانمابهومي مسقط رأس المفترض لراماالإله الرئيسي في الهندوسية. بدأ بناء المعبد في 5 أغسطس 2020.